# Apokoronas
Apokoronas (gr. Δήμος Αποκορώνου, Dimos Apokoronu) – gmina w Grecji, w administracji zdecentralizowanej Kreta, w regionie Kreta, w jednostce regionalnej Chania. Siedzibą gminy jest Wrises, a siedzibą historyczną jest Wamos. W 2011 roku liczyła 12 807 mieszkańców. Powstała 1 stycznia 2011 roku w wyniku połączenia dotychczasowych gmin: Fres, Wamos, Jeorjupoli, Krionerida i Armeni oraz wspólnoty Asi Gonia.